# 諫早茂元
諫早 茂元（いさはや しげもと）は、江戸時代前期の武士。肥前国佐賀藩士。諫早鍋島家（諫早氏）6代当主。

## 略歴
寛文5年（1665年）、4代諫早邑主・諫早茂真の五男として誕生。
延宝8年（1680年）、兄・茂門の跡を継ぎ、6代邑主となる。
元禄7年（1694年）、死去。享年30。男子がおらず婿養子・茂晴が跡を継いだ。

## 系譜
- 父：諫早茂真（1636-1672）
- 母：不詳
- 室：不詳
  - 女子：於福 - 諫早茂晴正室
- 養子
  - 男子：諫早茂晴（1680-1736） - 鍋島直堯の子